# Ubi Lutetiam
Ubi Lutetiam è un'enciclica di papa Pio VI, datata 13 giugno 1792, con la quale il Pontefice amplia ai cardinali, agli arcivescovi e ai vescovi di Francia i poteri di assolvere dalle censure coloro che si dichiarano pentiti di aver prestato giuramento civile e di avere aderito allo scisma causato dalla Costituzione civile del clero; e denuncia la diffusione di un falso documento (un breve apostolico) compilato dagli scismatici il 2 aprile 1792 a firma dello stesso Papa.

## Fonte
- Tutte le encicliche e i principali documenti pontifici emanati dal 1740. 250 anni di storia visti dalla Santa Sede, a cura di Ugo Bellocci. Vol. II: Clemente XIII (1758-1769), Clemente XIV (1769-1774), Pio VI (1775-1799), Pio VII (1800-1823), Libreria Editrice Vaticana, Città del Vaticano 1994.